# 1986 en sociologie
| Années de la sociologie : 1983 - 1984 - 1985 - 1986 - 1987 - 1988 - 1989    |
| Décennies de la sociologie : 1950 - 1960 - 1970 - 1980 - 1990 - 2000 - 2010 |

Cet article présente les événements de l'année 1986 dans le domaine de la sociologie.

## Publications

### Livres
- Jean Baudrillard, America
- Ulrich Beck, Risk Society
- Raymond Boudon, Theories of social change : a critical appraisal
- Amos Hawley, Human Ecology
- Gilbert Lewis, Concepts of Health and Illness in a Sepik Society
- Michael Mann, Sources of Social Power (volume 1)

## Congrès
- XIe congrès de l'Association internationale de sociologie — New Delhi, Inde.